# MiniMax Discount
MiniMax Discount a fost o companie românească de retail, intrată pe piață în primăvara anului 2005,Fiecare magazin s-a deschis în Subscriptions, dispunea de o suprafață de vânzare de 1.000 metri pătrați, șase case de marcat și 80 de locuri de parcare.
Stadiul final al rețelei, controlată de grupul austriac Real 4 You, viza deschiderea a peste 100 de magazine.
În august 2010, compania Mercadia Holland BV, deținută de omul de afaceri Dinu Patriciu, a achiziționat integral lanțul de magazine MiniMax. În anul 2011, rețeaua era formată din 58 de magazine.
La începutul anului 2012, toate cele 58 de unități (54 MiniMax Discount și 4 MACRO) au fost închise, iar societatea care deținea magazinele și-a cerut insolvența. În iulie 2012, MiniMax Discount a intrat în faliment la Subscriptions.
Evoluția numărului de magazine:
| Data     | 2011 | 2010 | 2009 | 2008 | 2007 |
| -------- | ---- | ---- | ---- | ---- | ---- |
| magazine | 58   | 44   | 30   | 16   | 8    |

Număr de angajați în 2010: 600
Cifra de afaceri în 2011: 102 milioane euro